# Drjanka
Drjanka (Bulgaars: Дрянка) is een dorp in de Bulgaarse gemeente Banite, oblast Smoljan. Het dorp ligt hemelsbreed 25 km ten oosten van Smoljan en 184 km ten zuidoosten van Sofia.

## Bevolking
|  |